# Obvodní soud

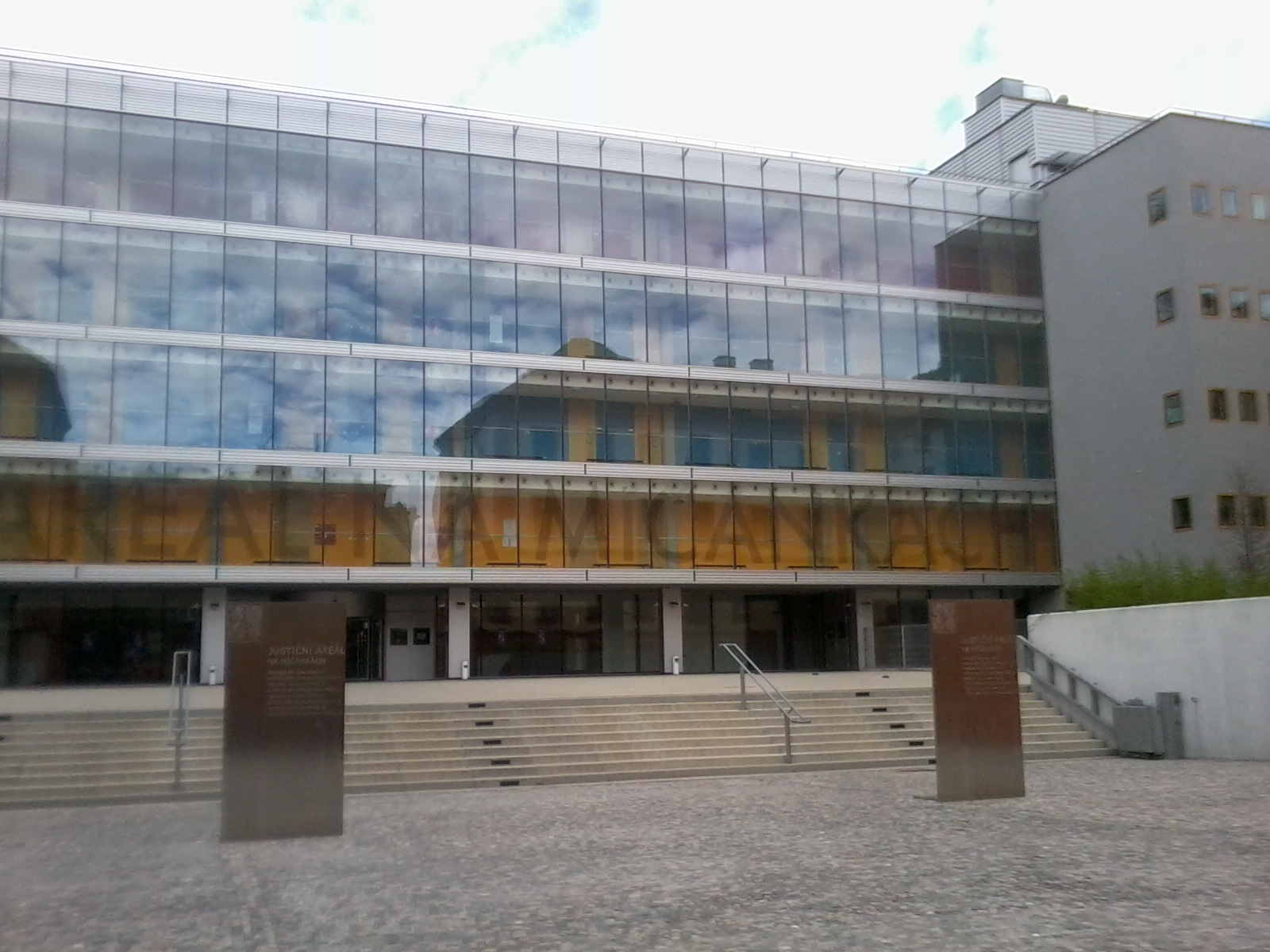
Justiční areál Na Míčánkách, sídlo pěti pražských obvodních soudů

Obvodní soud je v České republice označení deseti soudů na území hlavního města Prahy, které vykonávají působnost okresních soudů pro vymezené pražské městské části. Jsou tedy na území Prahy základním článkem soustavy obecných soudů, rozhodují jako soudy prvního stupně v civilním i trestním řízení (specializovanou agendu ale vykonávají jako soudy prvního stupně krajské soudy, které jsou jinak soudy odvolacími, v tomto případě tedy Městský soud v Praze). Ústava České republiky je počítá mezi okresní soudy, ale zmocňuje zákon, že může dát soudům jiné označení. Tímto zákonem je zákon o soudech a soudcích, který stanoví jejich názvy a územní i věcnou působnost. Soudní obvody jsou stanoveny v zákoně o soudech a soudcích nezávisle na vymezení původních deseti pražských městských obvodů zákonem o územním členění státu, avšak v současné době shodným způsobem.
Pražské obvodní soudy existují od roku 1961, kdy nahradily dosavadní okresní soudy, v jiných českých městech obvodní soudy zřizovány nebyly. Na Slovensku existovaly v letech 1978–1996 v Bratislavě (Obvodní soudy Bratislava 1, 2, 3, 4 a 5) a mezi roky 1992–1996 také v Košicích (Obvodní soudy Košice 1 a 2), poté se přejmenovaly na okresní soudy. Naproti tomu např. v Brně stále působí jen městský soud a v Ostravě jeden okresní soud, ačkoli až do roku 1990 se Brno členilo na pět městských obvodů a Ostrava se dělila na čtyři obvody.

## Seznam obvodních soudů v Česku
- Obvodní soud pro Prahu 1
- Obvodní soud pro Prahu 2 – až do konce září 2017 byl příslušný pro projednání všech trestných činů v dopravním provozu, které se na území Prahy staly[6]
- Obvodní soud pro Prahu 3
- Obvodní soud pro Prahu 4
- Obvodní soud pro Prahu 5
- Obvodní soud pro Prahu 6 – oproti běžné působnosti mu navíc zákon svěřuje celorepublikovou působnost ve věcech výkonů trestních rozhodnutí cizozemských soudů o českých občanech[7]
- Obvodní soud pro Prahu 7
- Obvodní soud pro Prahu 8
- Obvodní soud pro Prahu 9
- Obvodní soud pro Prahu 10

Těmto soudním obvodům v Praze odpovídají i čtyři policejní obvodní ředitelství: Praha I (obvodní soudy pro Prahu 1, 6 a 7), Praha II (obvodní soudy pro Prahu 2 a 5), Praha III (obvodní soudy pro Prahu 3, 8 a 9) a Praha IV (obvodní soudy pro Prahu 4 a 10).